# Express InterCity Premium

Vom EIP bediente Strecken

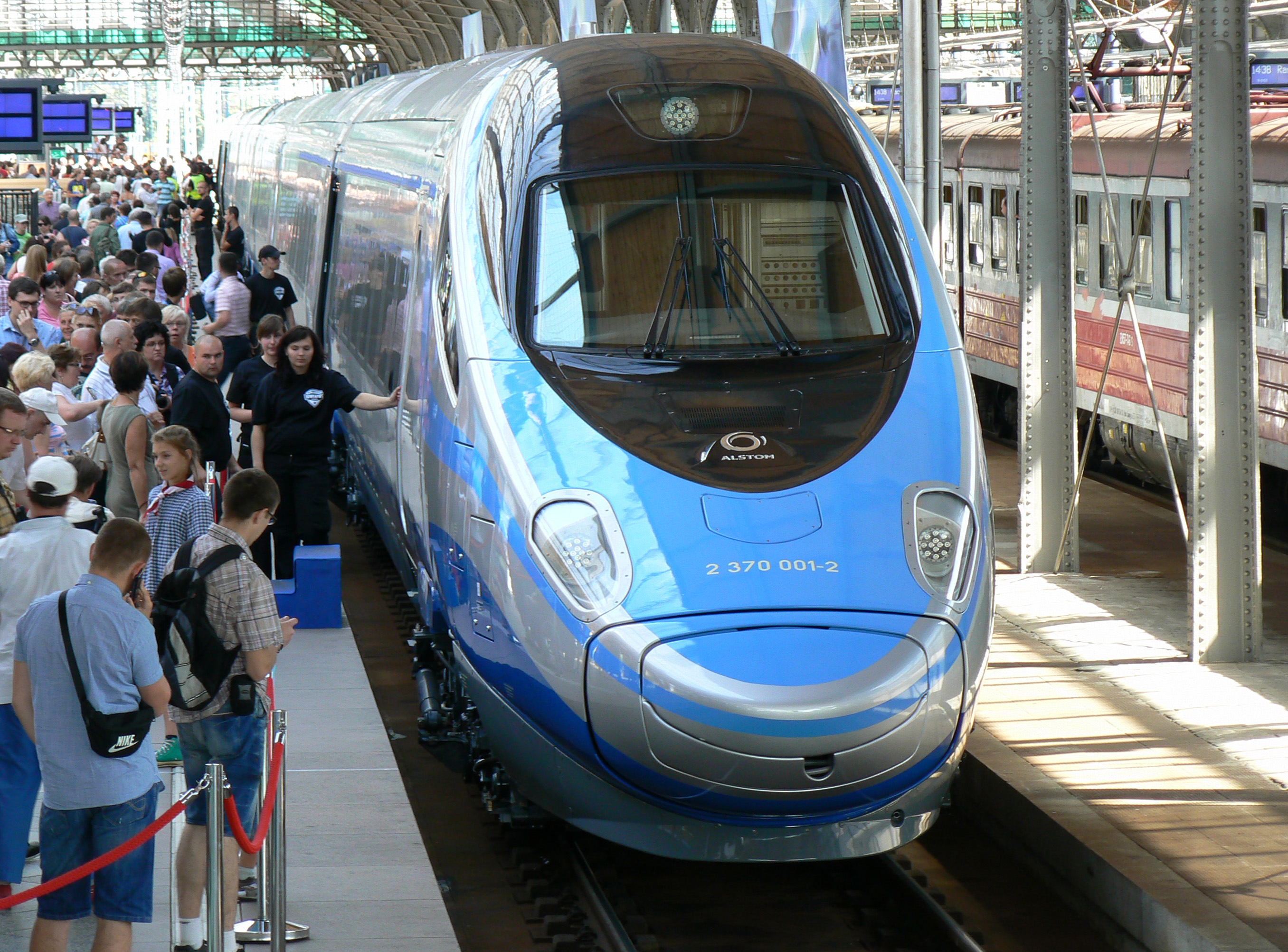
Ein Zug der PKP-Baureihe ED250

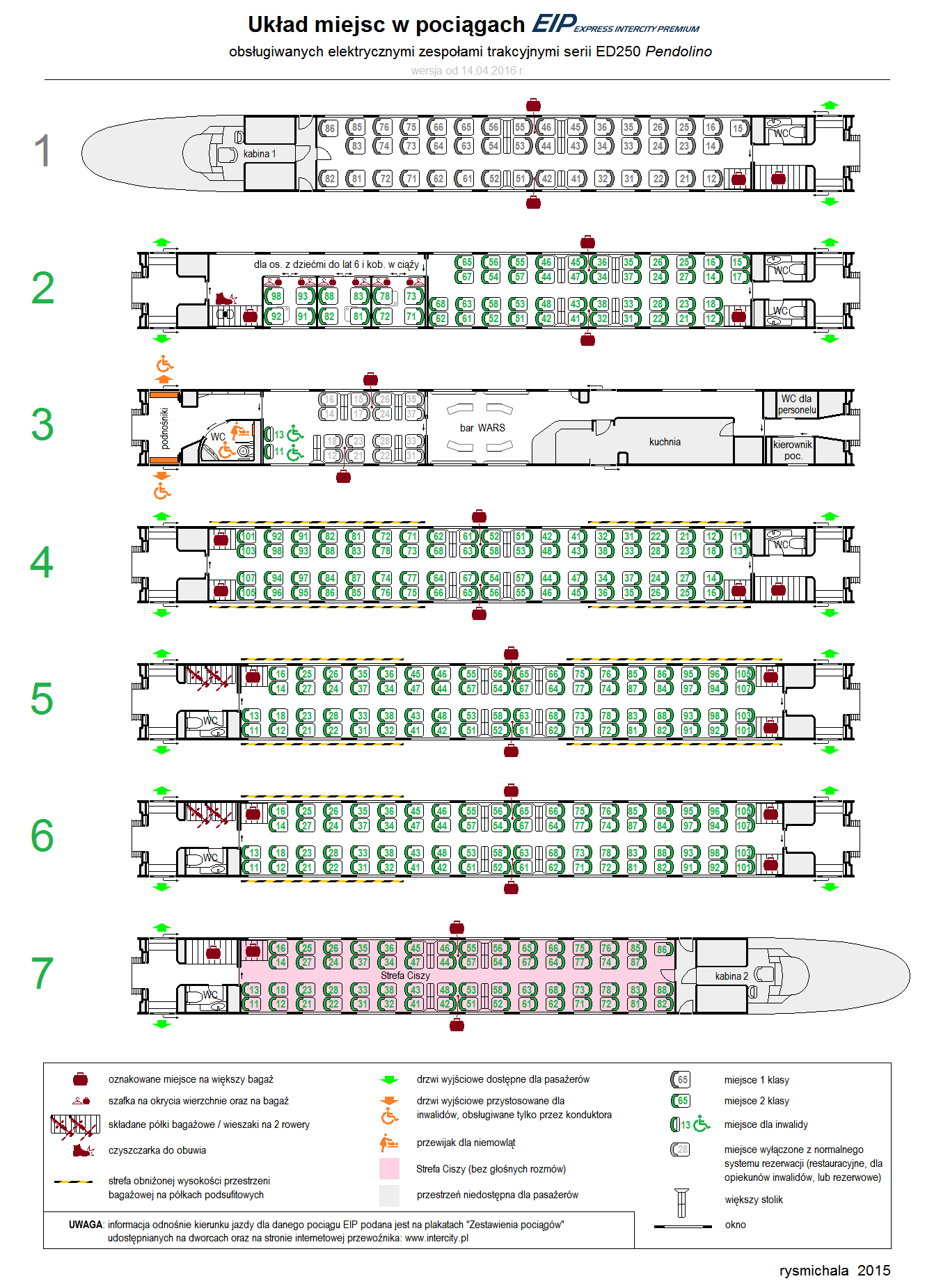
Sitzplan eines EIP-Zuges

Express InterCity Premium, kurz EIC Premium oder EIP, ist die höchste von PKP Intercity angebotene Zuggattung in Polen. Als Express InterCity Premium werden die mit den Hochgeschwindigkeitszügen der PKP-Baureihe ED250 angebotenen Verbindungen bezeichnet.

## Geschichte
Die höchste Zuggattung von PKP Intercity war der Express InterCity. Nach der Bestellung von 20 Zügen der Baureihe ED250 bei Alstom 2011 entschied sich PKP Intercity, für die Verkehre mit diesem Hochgeschwindigkeitszug eine neue Zuggattung, den Express Intercity Premium, einzuführen. Die Betriebsaufnahme wurde für Dezember 2014 angestrebt.
Im September 2014 wurden die Preise für die Fahrkarten veröffentlicht. Die Preise für den Express InterCity Premium liegen deutlich über denen des Express InterCity und orientieren sich an denen von Flugreisen. Allerdings führte PKP Intercity mit der neuen Zuggattung auch ein variables Buchungssystem ein, welches die Fahrpreise der Nachfrage und dem Buchungsdatum anpasst. Frühbucher erhalten bis zu 30 Prozent Ermäßigung; zudem werden in stark begrenzter Zahl besonders günstige Sparpreise angeboten.
Im Oktober 2014 wurden Zweifel an der Einhaltung des Zeitplans laut: Es zeichnete sich ab, dass im Dezember erst 13 der 17 Züge einsatzbereit sein würden, zudem gab es Verzögerungen bei Personalschulungen und dem Bau von Entsorgungsinfrastruktur an den Zielbahnhöfen. Aufgrund von Langsamfahrstellen auf den Hochgeschwindigkeitsstrecken, die nur mit 160 km/h befahren werden durften, wichen die Fahrzeiten anfangs kaum von denen der lokomotivbespannten Wagenzüge ab. Da diese durch den Express InterCity Premium ersetzt wurden, monierten Kritiker eine verdeckte Preiserhöhung. Aktuell fahren sie bis 200 km/h.
Zum Fahrplanwechsel am 14. Dezember 2014 konnte der Express InterCity Premium jedoch weitestgehend wie geplant aufgenommen werden. Der erste Zug verließ den Hauptbahnhof von Krakau morgens um 6:05 Uhr.
Im Dezember 2016 wird das Netz des Express InterCity Premium durch Verlängerung der südlichen Äste ausgeweitet. Unter anderem werden dann Gleiwitz, Zabrze (deutsch Hindenburg O. S.) und Rzeszów angefahren.

## Angebot
Der Express InterCity Premium verbindet Danzig, Gdingen und Zoppot im Norden Polens mit Breslau, Kattowitz und Krakau im Süden des Landes. Zentrales Drehkreuz ist Warschau, wo alle EIP-Züge halten. Es werden Verbindungen angeboten, die in Warschau beginnen oder enden; aber es gibt auch durchgehende Nord-Süd-Verbindungen.
Der EIP ist reservierungspflichtig; Fahrkarten können nicht im Zug, sondern nur an Bahnhöfen und als Online-Ticket erworben werden. Reisende mit Interrail-Pass müssen zur Nutzung des EIP einen Zuschlag in Höhe von etwa zehn Euro entrichten.
Im Fahrpreis der zweiten Klasse ist ein Getränk enthalten, in der ersten Klasse erhalten Reisende zwei Getränke und einen Snack.